# Uzina Mecanică Cugir

Emblema Uzinei Mecanice Cugir

Uzina Mecanică Cugir (UM Cugir) este o companie de stat din Cugir, România, producătoare de armament. A fost înființată în 1799, în perioada Imperiului Habsburgic, fiind până în 1989 una dintre cele mai importante societăți comerciale din județul Alba.

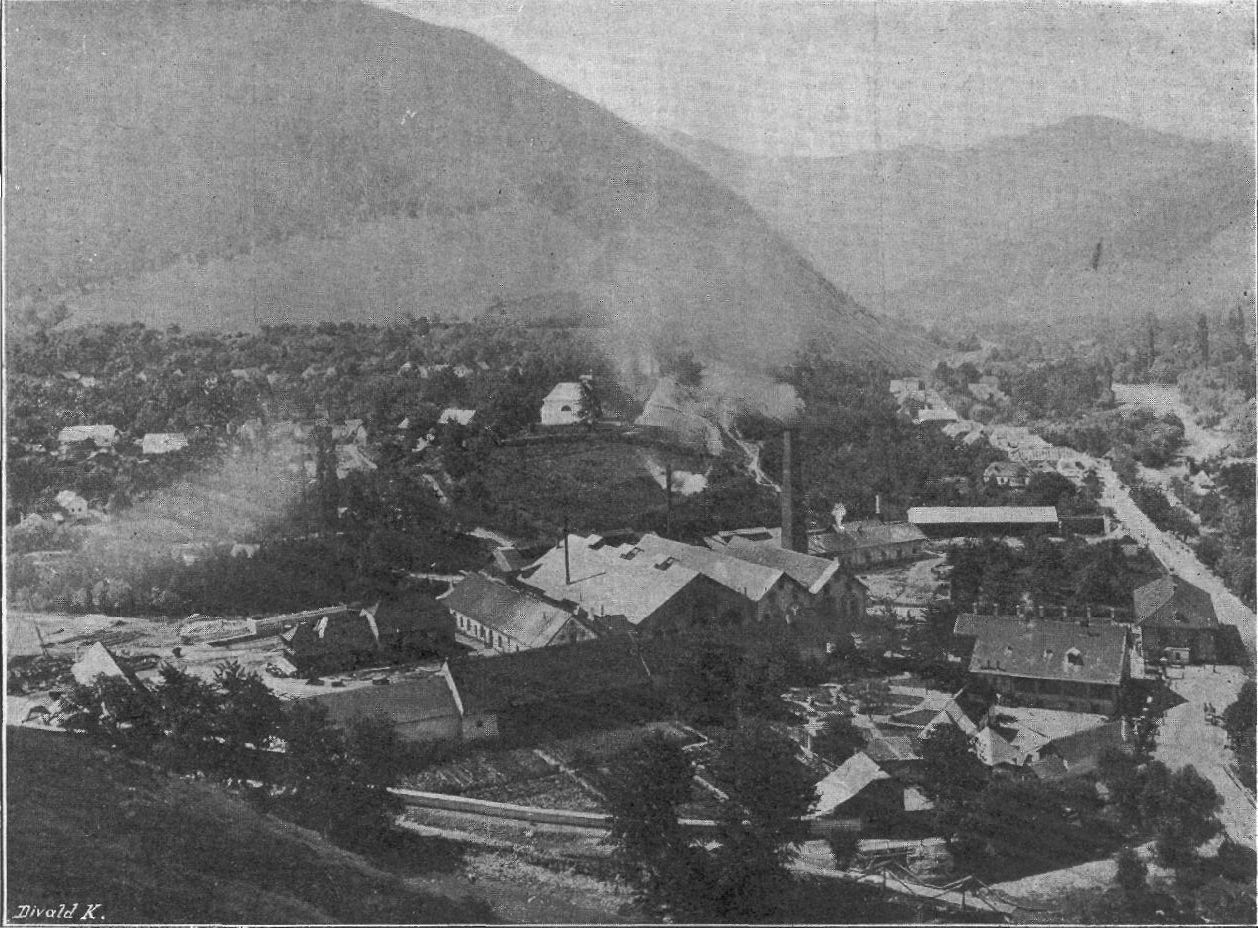
Uzina din Cugir în 1896

Uzina era împărțită în două secții: secția civilă, care producea electrocasnice și mașini-unelte, și secția de produse speciale, care fabrica arme și muniție (Griazev-Șipunov GȘ-23).
La 15 decembrie 1937, Uzinele de Armament Cugir au fost vizitate incognito de regele Carol al II-lea și fiul său, principele moștenitor Mihai, cei doi ajungând la ora 15 și fiind întâmpinați de generalul Samsonovici, președintele consiliului de administrație, și de directorul Cristescu.
După Revoluția din 1989, societatea a trecut printr-o serie de probleme economice, fiind nevoită să-și reducă activitatea și personalul, astfel încât în decembrie 2008 avea mai puțin de 1.000 de angajați, în comparație cu cei peste 18.000 dinainte de 1989.
Uzina Mecanica Cugir a avut secție civilă, care a funcționat până la 2005, unde se fabricau mașini de cusut, scule și mașini de spălat. În 1980 au intrat în producție mașinile de spălat automate „Automatic” și „Automatic Super”, care costau în jur de 4.800 lei, iar în 1994 au intrat în producție mașinile de spălat „Diamant 400” și „Diamant 550t”.
La Uzina Mecanică Cugir s-au produs, până în 2008, mașinile de spălat marca „Albalux”.

## Armament fabricat la Uzina Mecanică Cugir

### Armament militar
- TT-Cugir (Pistol TT fabricat sub licență)
- Pistol Carpați Md. 1974
- Pistol Md. 1995
- Pistol Md. 2000
- PM Md. 1963
- PA Md. 1986
- PM Md. 1996
- PSL
- GȘ-23
- NAT 1

### Armament civil și de vânătoare
- UMC 1 calibrul 0,22-LR (5,6 mm), armă cu un singur foc
- UMC 2 calibrul 0,22-LR (5,6mm), pușca de antrenament a poligoanelor sportive, folosită uneori și pentru paza obiectivelor. O îmbunătățire o reprezintă magazia detașabilă de 5 cartușe suprapuse vertical. Arma mai poartă și denumirea de M1969 pe piețele vestice. Ulterior, unele din aceste arme au fost modificate astfel încît să accepte cartușul 5,6 Hornet (specificul acestui cartuș îl reprezintă percuția centrală și nu pe ramă, proiectilul având înveliș de cupru).
- Carabina UMC 2. calibru 30,06; 7,92x57; 5,6x39 (.220 rusesc); 7,62x39, denumită Drăgana. Inițial, sistemul de înzăvorâre a fost un sistem „Mauser-CZ” cu 2 nuturi anterioare, ulterior acesta fiind înlocuit cu un sistem de 3 nuturi posterioare. Calibrele rusești au fost făcute în serii limitate, din cauza rarității acestor calibre atât pe piața autohtonă, cât pe piețele externe. Arma are o magazie pentru 5 cartușe de tip Z (double stak).
- Lisa Boc, armă cu o singură țeavă lisă
- Mixtă, 12/ 7,64x54 denumita și Drăgana
- Lisa juxtapusă, calibru 12 GA sau 16 GA, cu țevi simple sau Nitro, testate până la 1.200 bar, lucru mai rar întâlnit la armele actuale, care sunt testate până la 1.080 bar.
- IMC 3, armă cu aer comprimat, calibru 4,5 mm (.177 inches)